# خازن‌الدوله (همسر ناصرالدین‌شاه)
قمرسلطان خانم خازن‌الدوله؛ از همسران صیغه‌ای ناصرالدین‌شاه بود. او صاحب دو دختر به‌ نام‌های فخرالدوله (توران‌آغا) و فروغ‌الدوله (تومان‌آغا) شد که چهار تا پنج سال تفاوت سن داشتند.

## زندگی‌نامه
خازن‌الدوله با نام اصلی قمرسلطان خانم (زادهٔ شیراز) از همسران صیغه‌ای و موردعلاقهٔ ناصرالدین‌شاه بود. خازن‌الدوله پیش از رسیدن دخترانش (فخرالدوله و فروغ‌الدوله) به سن بلوغ درگذشت. ناصرالدین‌شاه از مرگ او بسیار اندوهگین شد و چون دخترها مورد توجهش بودند، سرپرستی آنان را به دومین همسر عقدی‌اش پس از رسیدن به سلطنت، خجسته خانم تاج‌الدوله، سپرد.